# Weißensee (Turyngia)
Weißensee – miasto w Niemczech, w kraju związkowym Turyngia, w powiecie Sömmerda. Liczy 3719 mieszkańców (31 grudnia 2018).
1 stycznia 2019 do miasta przyłączono gminę Herrnschwende, która stała się tym samym jego dzielnicą.

## Współpraca
Miejscowości partnerskie:
- Dechy, Francja
- Kirchberg an der Jagst, Badenia-Wirtembergia